# حين تركنا الجسر (رواية)
حين تركنا الجسر هي رواية للكاتب والناقد السعودي عبد الرحمن منيف، وهو واحد من أشهر الكُتاب والروائيين العرب خلال القرن العشرين. تركز الرواية على شخصية واحدة تعيش صراعاً داخليا قاسياً وعنيفاً. طبعت هذه الرواية في المؤسسة العربية للدراسات والنشر في بيروت عام 1987.

## قصة الرواية
تدور أحداث الرواية حول رجل وحيد هو «زكي النداوي» يذهب لرحلة صيد مع كلبه «وردان» ويسترجعُ بين الحين والآخر ذكريات الجسر الذي بناه هو وزملائه في الجيش واضطرارهم في النهاية لترك المكان والجسر كما هو. يعيش زكي صراعا داخليا عنيفا ويبدأ بمخاطبة نفسه وكلبه عن المرارة التي لاقاها في حياته وبأسلوب عنيف، حيث يشتم ويلعن نفسه وكلبه اللطيف والوفي كونه رفيقه الوحيد الذي كان معه والذي لا يفارقه، فيشكي له ما فعله من أخطاء في حياته ويلقي عليه محاضرات وكأنه انسان، يركله ويهدده بالسوء ويعامله بقسوة دون أي سبب. وفي ذلك الاثناء، يقابل زكي صيادين وتدور بينهما أحاديث غير مهمة بينما يتعقب الطيور ببندقيته حيث يحلم باقتناص بطة والذي هو حلمه كصياد.

## حول الرواية والكاتب
كتب عبد الرحمن منيف روايته «حين تركنا الجسر» إعجابًا برواية «جسرٌ على نهر درينا» للكاتب البوسني إيفو أندريتش حيث جاءت روايته متأثرة برواية أندريتش. لقد تميّز منيف بجعل شخصية كلبين الأكثر شهرة من بين جميع الروايات، في هذه الرواية «الكلب وردان» وكذلك في روايته الأخرى «النهايات»، وبحسبِ بعض النقاد فمنيف هو أبرع من كتب في الصيد في اللغة العربية، أبرع من جعل من كلبين اثنين شخصيتين لا تنسيان في أدبنا السردي المعاصر». تمتلأُ هذه الرواية بحسبِ كلام النقّاد بالطاقة السلبية والكآبة وتخلو من الايجابية أو أي بهجة وتتميز أيضًا بسمة كثرة البذاءة وكلمات الشتم فيها إلى حد بعيد.